# قضية ليتلتون وبرانج
ليتلتون وبرانج هي دعوى قضائية أُقيمت عام 1999 ألغت الزواج بين أحد الأفراد والذي كان امرأة متحولة جنسيًا، كريستي لي ليتلتون. قضت محكمة الاستئناف الرابعة في تكساس أنه، لأغراض قانون تكساس، اعتبر ليتلتون ذكرًا، وبالتالي فإن زواج ليتلتون من رجل كان باطلاً. لم يعترف قانون تكساس بزواج المثليين في وقت الحكم.

## خلفية
تم تحديد جنس كريستي لي ليتلتون ذكرًا عند ولادته في سان أنطونيو بولاية تكساس في عام 1952. ترك ليتلتون المدرسة في سن 15 وبدأ في العيش كامرأة. وفي عام 1977 بدأ ليتلتون أخذ الهرمونات الأنثوية وغير اسمه قانونًا إلى كريستي لي كافازوس. وفي عام 1980، خضعت ليتلتون لعملية تجميلية جراحية وتم تغيير هويته الظاهرية إلى أنثى. وفي التسعينات، التقى ليتلتون وتزوج من جوناثان مارك ليتلتون في كنتاكي، وانتقل لاحقًا إلى سان أنطونيو.

## القضية
بعد وفاة جوناثان ليتلتون، رفعت ليتلتون دعوى سوء الممارسة الطبية ضد طبيب زوجها، مارك برانج. جادل محامي الدفاع بأن الزواج كان باطلاً لأن ليتلتون كان ذكرًا بيولوجيًا. وعند الاستئناف، اعتمد رئيس القضاة فيل هاردبيرجر على حقيقة أن "قوانين تكساس لا تسمح بالزواج من نفس الجنس" وأن "الكروموسومات الذكرية لا تتغير مع العلاج الهرموني أو جراحة إعادة الجنس" وأصدر حكمه بأن "كريستي ليتلتون" كذكر لا يمكن أن يتزوج من ذكر آخر؛ لذا يعتبر زواجها من جوناثون باطلاً، ولا يمكنها أن تتسبب في اتخاذ إجراء كزوجة له على قيد الحياة."
جعل القرار من القانوني لامرأة متوافقة الجنس أن تتزوج من امرأة متحولة خضعت لعملية تغيير الجنس وتحولت إلى أنثى طالما كان أبويها مختلفي الجنس عند الولادة.

## في الخيال
ذُكرت قضية ليتلتون وبرانج في حلقة في مسلسل دروب ديد ديفا لعام 2010. في هذه الحلقة، استشهد محامو امرأة متحولة بعد العملية الجراحية لإثبات أن زواجها من امرأة خضعت لعملية إعادة تحديد الجنس، مما سمح لها أن ترث ممتلكات زوجتها المتوفاة.